# Caníclio

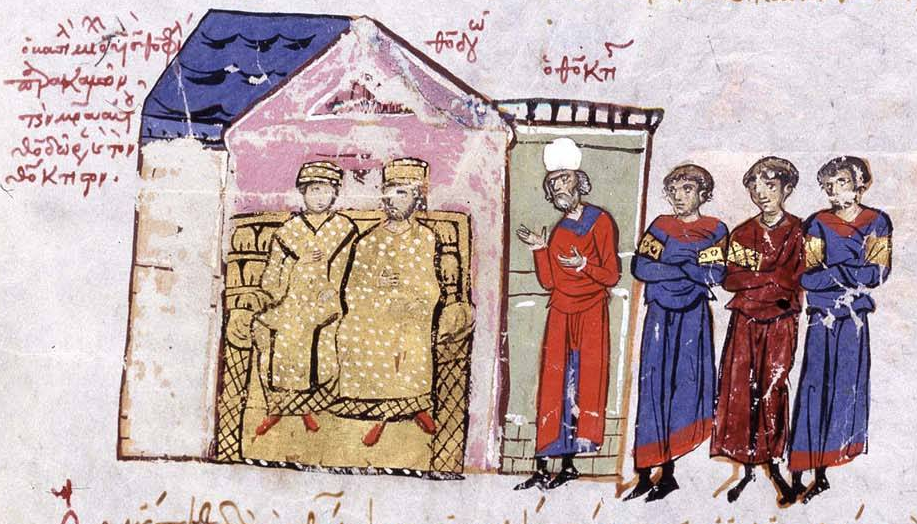
e Teodora (sentados) e Teoctisto. Iluminura do Escilitzes de Madrid

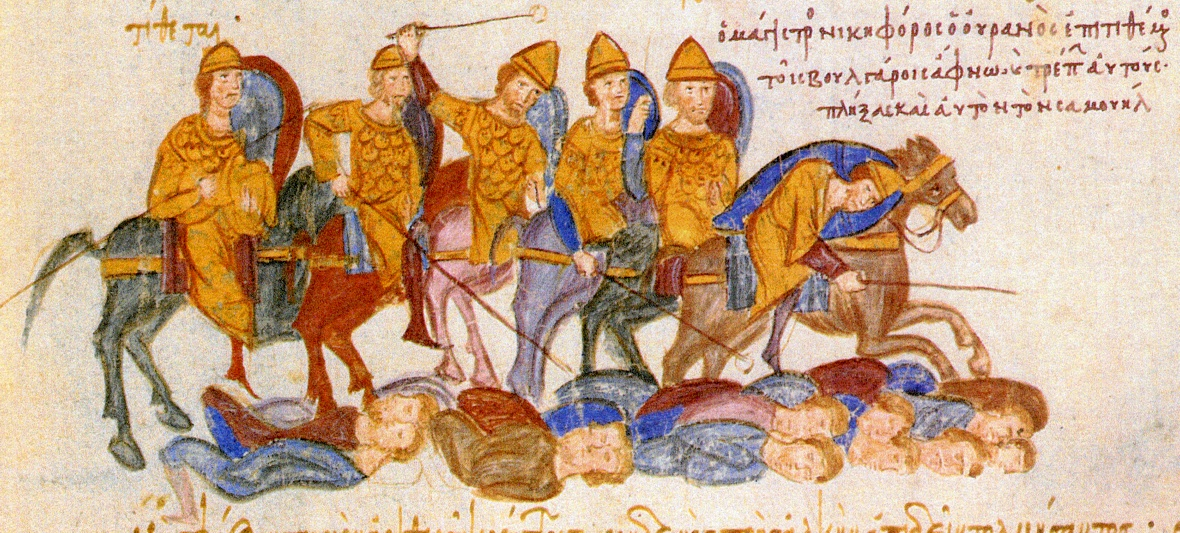
Cavalaria de Nicéforo Urano chacina os búlgaras na batalha de Esperqueu. Iluminura do Escilitzes de Madrid

Caníclio (em grego: κανίκλειος; romaniz.: Kanikleios), mais formalmente chamado cartulário do caníclio/canícula (em grego: χαρτουλαριος του κανικλειου; romaniz.: chartoularios tou kanikleiou) ou guarda do caníclio/canícula (em grego: ἐπὶ τοῦ κανικλείου; romaniz.: epi tou kanikleiou), foi um dos ofícios mais importantes da chancelaria imperial bizantina. Seu titular foi o guardião do tinteiro imperial, o caníclio (em grego: κανικλείον; romaniz.: kanikleion), que tinha a forma dum cão pequeno (em latim: canicula) e continha a tinta escarlate com a qual o imperador assinaram documentos de Estado. O ofício primeiramente apareceu no século IX, e foi geralmente realizado em conjunto com outros ofícios do governo.
Sua proximidade com a pessoa imperial e a natureza de sua tarefa fizeram com que o caníclio muito influente, especialmente na formulação da bula dourada imperial. O ofício foi frequentemente concedido aos assessores de confiança dos imperadores, que atuavam como principais ministros: mais notadamente Teoctisto sob Miguel III, o Ébrio (r. 842–867), Nicéforo Urano no início do reinado de Basílio II Bulgaróctono (r. 976–1025), Teodoro Estipiota sob Manuel I Comneno (r. 1143–1180), Nicéforo Alíates sob João III Ducas Vatatzes (r. 1259–1254) e Miguel VIII Paleólogo (r. 1259–1261), e o estudioso Nicéforo Cumno, que também ocupou o cargo de primeiro-ministro (mesazonte), sob o imperador Andrônico II (r. 1282–1328). O último detentor registrado deste ofício foi Aleixo Paleólogo Tzâmplaco em cerca de 1438.
Em Constantinopla havia um quarteirão no Corno de Ouro nomeado "do Caníclio" (ta Kanikleiou) que adquiriu este nome em homenagem a residência palaciana construída por Teoctisto.